# Amore e mare
Amore e mare (Across to Singapore) è un film muto del 1928 diretto da William Nigh, basato sul romanzo All the Brothers Were Valiant di Ben Ames Williams pubblicato a New York nel 1919.

## Trama
Joel vive in una piccola cittadina marinara, il più giovane di quattro fratelli, ed è innamorato fin dalla più tenera infanzia di Priscilla, la figlia dei vicini. Anche Mark, il fratello maggiore, capitano di una nave, corteggia la ragazza. Un giorno, in chiesa, Mark dichiara a tutto il paese di essersi fidanzato con Priscilla, senza che lei gli abbia mai dato il consenso per l'annuncio. 
I due fratelli partono per la prima volta insieme in un viaggio per mare. Il saluto di Priscilla è molto freddo e, a bordo, Mark si rende conto che Priscilla non lo ama. Depresso, comincia a bere. Arrivati in Oriente, gli uomini scendono a terra. Mark, ubriaco, resta vittima delle macchinazioni di Finch, uno dei marinai e viene abbandonato a Singapore. Senza il capitano, Finch assume lui il comando e riporta la nave nel New England. Arrivato a casa, dichiara che Mark è morto e accusa Joel di essere il responsabile. Il giovane viene messo in carcere, Quando esce, si imbarca e torna a SIngapore, alla ricerca del fratello. Riesce a ritrovarlo e a riportarlo a bordo. Ma sulla nave, dei facinorosi si ribellano e  Joel si trova davanti a un ammutinamento. Mark, ancora confuso, si rende conto del pericolo e torna in sé, lottando per salvare il fratello. Il capitano riesce a riprendere il controllo della situazione, ma resta gravemente ferito: i colpi che ha ricevuto lo portano alla morte. Joel, allora, torna a casa, da Priscilla che lo sta aspettando.

## Produzione
Il film fu uno dei tre che Ramon Novarro girò quell'anno per la Metro Goldwyn Mayer.

## Distribuzione
Il copyright del film, richiesto dalla Metro-Goldwyn-Mayer Distributing Corp., fu registrato il 7 aprile 1928 con il numero LP25174.
Il film fu distribuito dalla MGM e uscì nelle sale statunitensi il 7 aprile 1928 con il titolo originale Across to Singapore. Nello stesso anno, il film fu fatto uscire anche in Germania con il titolo Pflicht und Liebe, mentre in Finlandia fu distribuito il 2 settembre 1929,

### Altre versioni
Dal romanzo di Ben Ames Williams vennero tratti altri due film.
Il primo, precedente a questo, era stato nel 1923 All the Brothers Were Valiant di Irvin Willat.
Nel 1953 ne verrà girato un remake dal titolo I fratelli senza paura, con Robert Taylor, Stewart Granger e Ann Blyth, per la regia di Richard Thorpe.